# 尤馬蒂拉縣 (俄勒岡州)
尤馬蒂拉縣（英語：Umatilla County）是位於美国俄勒冈州東北部的一個縣，北界华盛顿州（西部州界為哥倫比亞河），面積8,369平方公里。根據2020年美國人口普查，共有人口8萬75人。縣治彭德爾頓。1862年9月27日設縣，縣名是印第安語，意思是「流水潺潺」或「沙上的流水」。